# West Bank Light
West Bank Light ist ein Leuchtturm in der Lower New York Bay und dient als vorderes Richtfeuer für den Ambrose Channel. Die Anlage ist in Betrieb und kann von der Öffentlichkeit nicht besichtigt werden. Der Leuchtturm wurde am 9. Januar 2007 in das National Register of Historic Places aufgenommen.
Das Bauwerk ist ein konischer Turm aus Gusseisen, der 1901 gebaut und sieben Jahre später erhöht wurde. Er steht auf einem Fundament aus gegossenem Stahlbeton. 1985 wurde die Anlage automatisiert. Staten Island Light ist ein Richtfeuer.
Am 29. Mai 2007 entschied das Innenministerium der Vereinigten Staaten, dass das West Bank Light gemäß dem National Historic Lighthouse Preservation Act von 2000 nicht mehr gebraucht werde und bot es zum Verkauf an.
Der 55 Fuß (17 m) hohe Turm steht am südlichen Ende der West Bank im Wasser. Er ist von South Beach, Staten Island und von der Strandpromenade auf Coney Island aus zu sehen, der Zugang ist jedoch nur auf dem Wasserweg möglich. Ein etwa zwölf Meter langer Wellenbrecher schützt den Anlegeplatz.
Weil sich keine Institution bereit erklärte, den Leuchtturm nach dem National Historic Lighthouse Preservation Act zu unterhalten, wurde das West Bank Light am 5. Juni 2008 von der General Services Administration zur Versteigerung ausgeschrieben. Der Mindestpreis war 10.000 US-Dollar, doch zugeschlagen wurde das Objekt schließlich am 27. August 2008 für den Preis von 245.000 US-Dollar.